# Kunsthaus Rust

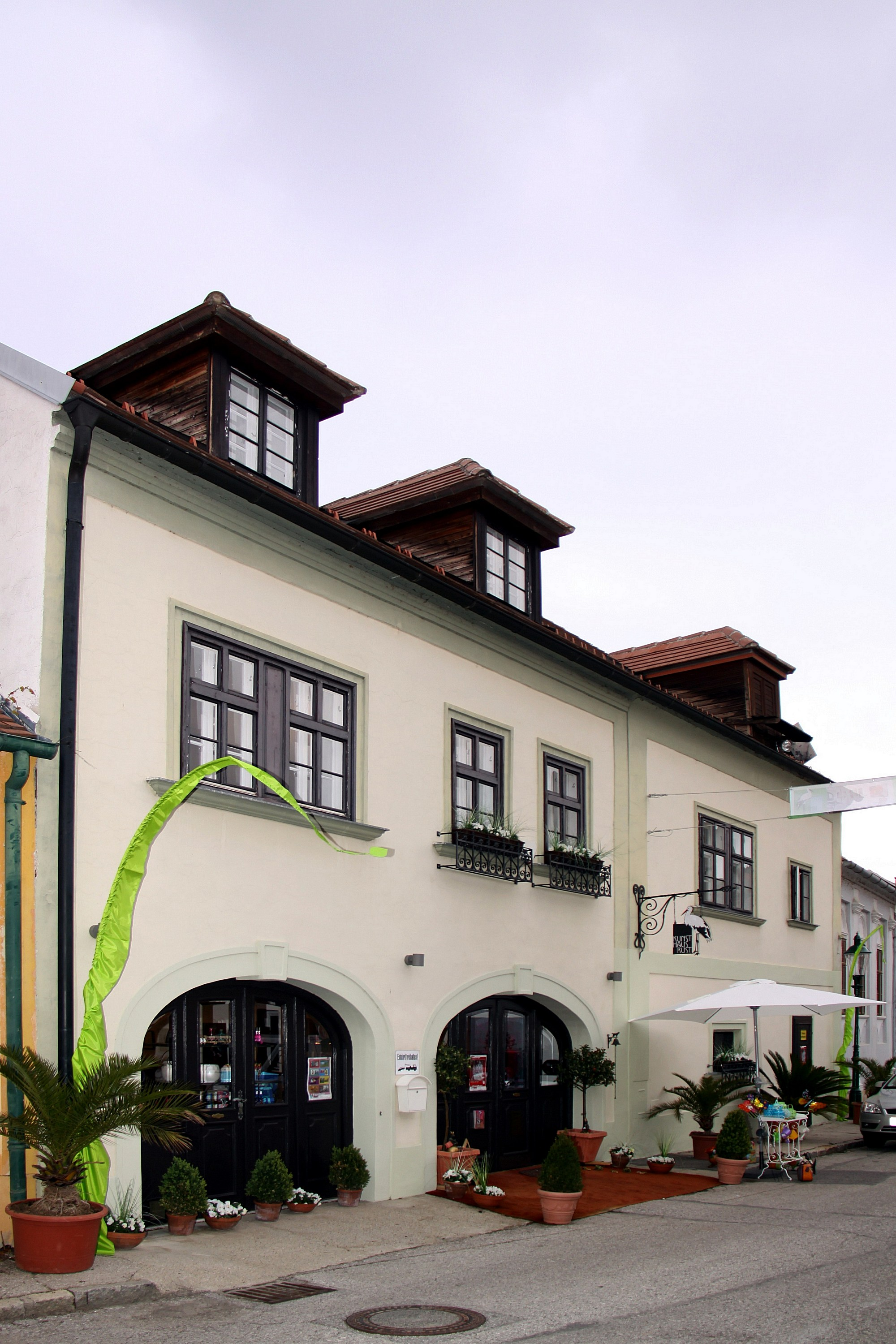
Kunsthaus Rust

Das Kunsthaus Rust ist ein denkmalgeschütztes (Listeneintrag) ehemaliges Winzerhaus. Errichtet wurde es im Stil eines Bürgerhauses im 16. Jahrhundert in der Freistadt Rust am Neusiedlersee. In ihm werden seit dem Abschluss der Rekonstruktionsarbeiten und Wiedereröffnung in 2009 eine Dauerausstellung und wechselnde Ausstellungen von Künstlern aus sowohl österreichischer als auch internationaler zeitgenössische Kunst präsentiert. Es gilt als eines der Sehenswürdigkeiten in Rust am Neusiedlersee.
Die Künstlerin und Restauratorin Catherine Sica führte die von ihr geplanten Restaurierungsarbeiten selbst aus und eröffnete am 13. April 2008 das Kunsthaus Rust. Das in seiner ortstypischen Architektur in die Ruster Ortsansicht integrierte Gebäude wurde von ihr auch durch einen künstlerisch gestalteten Garten mit dem ebenfalls restaurierte Presshaus, in dem sich auch die Originalpresse befindet, ergänzt.

## Ausstellungen
Das Kunsthaus zeigt eine Dauerausstellung „Ikonen der Moderne“ von Catherine Sica sowie auch Schmuckstücke und Designer-Einrichtungsgegenstände.
Im Kunsthaus stellen jedes Jahr zusätzlich, im Rahmen einer bestimmten Thematik, fünf bis sieben Künstler ihre Werke aus, die oft speziell für das Projekt im Kunsthaus entstehen. Auch der Fotograf Manfred Baumann war mit einer Ausstellung seiner Fotografien bereits im Kunsthaus vertreten. Beispiele für andere Künstler, die im Kunsthaus Rust ihre Werke präsentiert haben, sind Helmut Kand (2010), Alois Mattersberger (2012), Hans Beletz (2013) und Patricia Jaqueline (2014).